# Dicordylus marmoratus
Dicordylus marmoratus is een keversoort uit de familie Belidae. De wetenschappelijke naam van de soort is voor het eerst geldig gepubliceerd in 1859 door Philippi.